# Zafiel

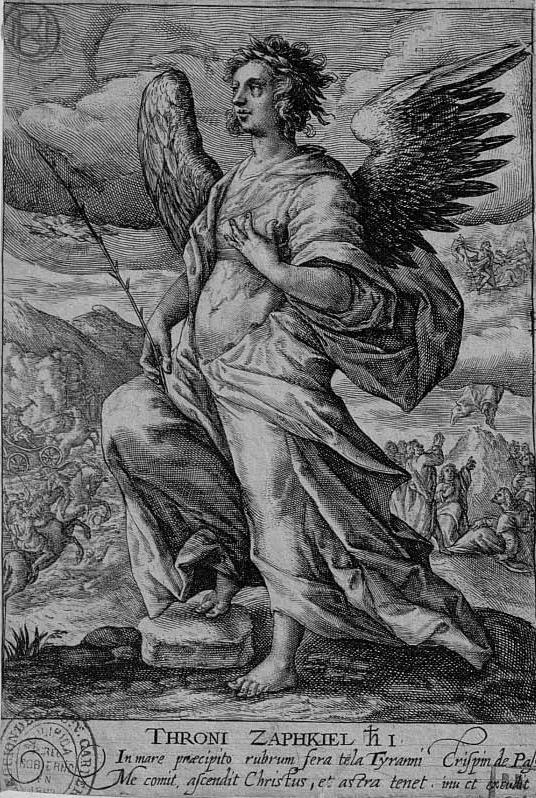
Arcanjo Zafkiel

Zafiel (em hebraico: צפקיאל; romaniz.: Tzafkiel), também escrito como Ezequiel, Zofiel, Jafkiel, Zafkiel, Zafchial, Zelel, é um arcanjo. Seu nome significa "Conhecimento do Senhor" e é muitas vezes equiparado com Jofiel/Zofiel, mas muitas outras vezes considerado outro anjo. Ele é o " chefe da ordem dos Tronos e um dos 9 anjos que governam o Paraíso; também um dos sete arcanjos." Ele pode assistir às pessoas quando elas precisam fazer importantes decisões e quando elas precisam dar conselhos aos outros. Se eles são ambíguos em suas palavras, ele irá ajudá-los a tornar a mensagem clara. Ele é associado com o planeta Saturno.

## Na ficção
Zafiel têm aparecido em várias peças modernas de ficção:
- Zaphkiel é um Archon da ordem dos Tronos em roleplaying game Dungeons & Dragons de Wizards of the Coast.
- Zaphkiel é uma carta em Last Unicorn Games' collectible card game Heresy: Kingdom Come.
- Zaphkiel é um dos antagonistas dos jogos Star Ocean: The Second Story e Star Ocean: Second Evolution.
- Zaphkiel é um anjo do anime e mangá Angel Sanctuary que trabalha para purgar a descendência do relacionamento proibido de fdois anjos.
- Zaphkiel é retratado como um anjo em Murder Mysteries de Neil Gaiman, mas é depois revelado que se trata da manifestação do Senhor em um anjo sem asas.
- Zaphkiel é um anjo em To Reign in Hell de Steven Brust.
- Zaphkiel é um anjo manifestado em Date A Live.